# Johnny Trí Nguyễn

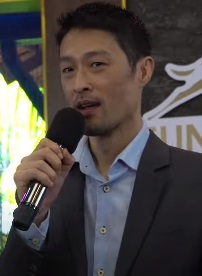
Johnny Trí Nguyễn, 2024

Johnny Trí Nguyễn (* 16. Februar 1974 in der Bình Dương Provinz, Südvietnam; eigentlich Nguyễn Chánh Minh Trí) ist ein vietnamesisch-amerikanischer Schauspieler, Stuntman und Kampfkünstler. 

## Leben und Werk
Bereits im Alter von acht Jahren verließ er mit seinen Eltern und seinen zwei älteren Geschwistern Vietnam, um über Umwege in die Vereinigten Staaten zu gelangen. Seit frühester Jugend faszinierten ihn Martial-Arts-Filme aus Hongkong, so dass er sich asiatische Kampfkünste wie Aikido, Kung Fu, Wushu, Tai Chi sowie den Kampf mit Schwert und Lanze aneignete. Als Mitglied der US-amerikanischen Wushu-Nationalmannschaft gewann er im Sommer 1998 eine Goldmedaille in der Kategorie „Fitness und Fechtkunst“ bei den 2. Panamerikanischen Wushu-Meisterschaften in Toronto.
Seine Filmkarriere startete er als Stuntman für Fernsehserien wie Buffy – Im Bann der Dämonen, Charmed – Zauberhafte Hexen oder Angel – Jäger der Finsternis und Hollywoodproduktionen wie Spider-Man und Ella – Verflixt & zauberhaft. Über kleine Filmrollen, wie 2003 in Born 2 Die, gelangte er an seine erste Hauptrolle in dem Spielfilm First Morning. Dem internationalen Publikum ist er vor allem durch seine Mitwirkung im Martial-Arts-Film Revenge of the Warrior – Tom Yum Goong an der Seite von Tony Jaa bekannt.